# Rechenberg-Bienenmühle
Rechenberg-Bienenmühle − gmina w Niemczech, w kraju związkowym Saksonia, w okręgu administracyjnym Chemnitz, w powiecie Mittelsachsen.

## Współpraca
Miejscowość partnerska:
- Stimpfach, Badenia-Wirtembergia (kontakty utrzymuje dzielnica Holzhau)